# Волкогонова, Ольга Дмитриевна
О́льга Дми́триевна Волкого́нова (род. 19 февраля 1960, Москва) — российский философ, специалист по истории русской философии. Доктор философских наук (1998), профессор.

## Биография
Дочь военного историка Дмитрия Антоновича Волкогонова.
Окончила с отличием философский факультет МГУ (1982) и аспирантуру там же (1985).
Кандидат философских наук (1985), диссертация «Прогностическая функция идеологий». Докторская диссертация — «Философия русской истории в наследии послеоктябрьской эмиграции (20—50 гг. XX в.)».
Работала на кафедрах философии Военного гуманитарного университета (1985—1991) и Московского областного педагогического университета (1991).
С 1992 года работает в МГУ: доцент, затем профессор кафедры философии и методологии науки факультета государственного управления, заведующая кафедрой философии естественных факультетов (2005—2010).
Входит в Координационный совет Общества историков русской философии им. В. В. Зеньковского.
После смерти отца, в 1996 году передала его архив в Библиотеку Конгресса США, причём переданы были и документы 1967—1995 годов, срок рассекречивания для которых на тот момент не истёк.

## Основные работы
- Волкогонова О. Д. Приподнимая завесу времени. О социальном предвидении. — М.: Политиздат, 1989.
- Волкогонова О. Д., Кузина С. А. Бытие философии. — М.: ВПА, 1990.
- Волкогонова О. Д. Русская религиозно-идеалистическая философия. Курс лекций. — М.: ГАВС, 1992.
- Волкогонова О. Д. Г. П. Федотов о будущем России. — М.: Вестник, 1997.
- Волкогонова О. Д. Образ России в философии русского зарубежья. — М.: РОССПЭН, 1998.
- Волкогонова О. Д. Н. А. Бердяев: интеллектуальная биография. — М.: Изд-во. МГУ, 2001.
- Волкогонова О. Д. Корпоративная культура: диагностика и изменение. Учебное пособие. — М.: Университетский гуманитарный лицей, 2003.
- Волкогонова О. Д., Зуб А. Т. Управленческая психология (учебник) — М.: Форум-ИНФРА-М, 2004, 2007, 2008.
- Волкогонова О. Д., Зуб А. Т. Стратегический менеджмент (учебник). — М.: Форум-ИНФРА-М, 2005, 2006, 2007, 2009.
- Волкогонова О. Д., Сидорова Н. М. Основы философии (учебник). — М.: Форум, ИНФРА-М, 2006, 2008, 2009.
- Российская модернизация: размышляя о самобытности / под ред. Э. Паина, О. Волкогоновой. — М.: Три квадрата, 2008.
- Волкогонова О. Д. Бердяев. — М.: Молодая гвардия, 2010. — (Серия «Жизнь замечательных людей»)
- Волкогонова О. Д. Константин Леонтьев. — М.: Молодая гвардия, 2013. — 453 [11] с: ил. — (Серия «Жизнь замечательных людей»)

См. также библиографию работ О. Д. Волкогоновой: Волкогонова Ольга Дмитриевна. ИСТИНА: Интеллектуальная Система Тематического Исследования НАучно-технической информации. Дата обращения: 25 мая 2014.